# 궁륭산 병성배
궁륭산 병성배(중국어: 穹窿山兵聖杯)는 중국기원이 주최, 주관하고 쑤저우 바둑 협회가 후원하는 세계 여자 바둑 대회이다. 우승 상금은 25만 위안, 준우승 상금은 10만 위안이다. 제한시간 각자 2시간, 초읽기 60초 5회가 주어진다. 덤은 7.5집이다. 2010년 제1회 궁륭산병성배 세계여자바둑대회 결승전에서 박지은이 호주 대표로 나온 헤이자자를 흑으로 183수만에 불계로 꺾고 초대 우승자가 됐다.

## 역대 우승자
| 회수 | 연도 | 우승        | 전적 | 준우승            |
| ---- | ---- | ----------- | ---- | ----------------- |
| 1    | 2010 | 박지은 九단 | 1-0  | 헤이자자 初단     |
| 2    | 2011 | 박지은 九단 | 1-0  | 탕이 二단         |
| 3    | 2012 | 리허 三단   | 1-0  | 루이나이웨이 九단 |
| 4    | 2013 | 왕천싱 五단 | 1-0  | 위즈잉 五단       |
| 5    | 2014 | 최정 四단   | 1-0  | 루이나이웨이 九단 |
| 6    | 2015 | 위즈잉 五단 | 1-0  | 박지은 九단       |
| 7    | 2016 | 오유진 三단 | 1-0  | 왕천싱 五단       |
| 8    | 2017 | 최정 七단   | 1-0  | 왕천싱 五단       |
| 9    | 2018 | 최정 九단   | 1-0  | 오유진 六단       |
| 10   | 2019 | 최정 九단   | 1-0  | 저우훙위 五단     |